# Coptopsylla arax
Coptopsylla arax är en loppart som beskrevs av Isayeva-gurvich 1950. Coptopsylla arax ingår i släktet Coptopsylla och familjen Coptopsyllidae. Inga underarter finns listade i Catalogue of Life.